# Pretty Woman
Pretty Woman ist eine US-amerikanische Liebeskomödie von Garry Marshall aus dem Jahr 1990. Sie handelt von einem Geschäftsmann und einer Prostituierten, die sich ineinander verlieben. Das gleichnamige Titellied wurde 1964 von Roy Orbison gesungen und war damals ein Nummer-eins-Hit.

## Handlung
Der Corporate Raider Edward Lewis, dessen Geliebte ihn gerade verlassen hat, fährt mit dem Lotus Esprit seines Freundes und Anwalts Phil durch Hollywood, um in Beverly Hills im hocheleganten Regent Beverly Wilshire abzusteigen. Da er normalerweise chauffiert wird und sich daher verfährt, hält er auf dem Hollywood Boulevard an und fragt die Prostituierte Vivian Ward nach dem Weg. Diese glaubt, einen zahlungskräftigen Kunden gefunden zu haben, und weist ihm gegen Geld den Weg. Schließlich lässt Lewis, der mit dem Schaltgetriebe des Sportwagens überfordert ist, sich von Vivian sogar zum Hotel fahren. Dort angekommen, nimmt er sie spontan mit auf sein Zimmer.
Als Phil ihn am nächsten Morgen telefonisch mitteilt, dass weibliche Begleitung für das anstehende geschäftliche Treffen von Vorteil sei, entscheidet Edward, Vivian für eine Woche als Begleiterin zu engagieren. Die lebenslustige, aber gesellschaftlich völlig unerfahrene Vivian, die zunächst ihre Schwierigkeiten in der eleganten Welt von Beverly Hills hat, erhält dabei unerwartete Hilfestellung vom Hotelmanager, der nach erster Ablehnung schnell von Vivian beeindruckt ist. Vivian meistert dank dieser Hilfe und ihres natürlichen Charmes die ersten Herausforderungen.
Die folgende Woche wird zum Abenteuer sowohl für Vivian als auch für Edward. Vivian taucht in eine völlig neue Welt voller Luxus ein, während Edward anfängt, im Spiegel von Vivians Sichtweise seine berufliche Tätigkeit und seine Motivation dafür zu hinterfragen. Gleichzeitig gewinnt das Verhältnis zwischen den beiden zunehmend an Tiefe und Romantik. Bei einem Polo-Spiel bemerkt Edward, dass er eifersüchtig wird, als sich Vivian kurz mit dem jungen David Morse, dem Enkel seines aktuellen geschäftlichen „Opfers“, James Morse, unterhält. Gleichzeitig kränkt er sie, indem er gegenüber seinem Anwalt Phil ihre Tätigkeit als Prostituierte preisgibt.
Schließlich entschließt sich Edward, das Familienunternehmen Morse zu übernehmen, jedoch nicht mehr mit dem ursprünglichen Ziel, es zu zerschlagen, sondern um zu investieren und es zu sanieren. Der geld- und machthungrige Phil ist außer sich vor Wut und versucht, sich aus Rache an Vivian zu vergreifen. Als diese ihn zurückweist, schlägt er sie. Edward kommt unvermittelt hinzu, bricht Phil mit einem Faustschlag die Nase, wirft ihn raus und erklärt die Geschäftsbeziehungen für beendet.
Edward bietet angesichts seiner Gefühle Vivian an, sie als seine Geliebte auszuhalten. Vivian, in ihren Gefühlen verletzt, lehnt dieses Angebot ab. Edward kann sich jedoch noch nicht zu einem weiteren Schritt überwinden, und so verlässt sie ihn, nachdem ihr Abkommen erfüllt ist.
Alleingelassen, hinterfragt Edward seine Entscheidung und kommt dank eines dezenten Hinweises des Hotelmanagers zu der Einsicht, dass Vivian ihm zu wertvoll geworden ist, um sie gehen zu lassen. Er findet sie mit Hilfe des Hotelchauffeurs wieder, und beide finden zu einem Happy End zusammen.

## Entstehungsgeschichte
Der Arbeitstitel des Filmprojekts lautete $3,000 nach der Summe von 3.000 US-Dollar, die Vivian für ihre Liebesdienste von Edward Lewis bekommen sollte. Erst später wurde der Film nach seinem Titellied Oh, Pretty Woman, dem Lied von Roy Orbison, benannt.
Für die Rolle des Edward Lewis wurden vor Drehbeginn die Schauspieler Christopher Reeve und Al Pacino vorgeschlagen, bevor sie mit Richard Gere besetzt wurde. Für die Rolle der Prostituierten Vivian Ward war ursprünglich Jennifer Connelly Garry Marshalls erste Wahl. Er befand jedoch, dass sie zu jung dafür sei. Meg Ryan, Brooke Shields, Sandra Bullock, Molly Ringwald sowie Daryl Hannah lehnten die Rolle ab.
Ursprünglich war kein Happy End vorgesehen, Vivian sollte nach einer Woche zu ihrer früheren Beschäftigung zurückkehren. Später wurde J. F. Lawton mit Drehbuchänderungen beauftragt; man hatte unter anderem erwogen, dass Vivian im Hotel angestellt werden oder einen anderen Liebhaber finden sollte. In weiteren Versionen sollte die Geschichte den bekannten Ausgang finden. Einige Überarbeitungen haben die Autoren Stephen Metcalfe, Robert Garland und Barbara Benedek vorgenommen.
Die Dreharbeiten begannen im Juli 1989 und wurden am 18. Oktober desselben Jahres abgeschlossen. Wegen der Unsicherheiten zum Handlungsverlauf hatte der Regisseur viel mehr Szenen gedreht als notwendig waren; von ca. 115.000 Metern Filmmaterial wurden lediglich ca. 19.000 Meter verwendet. Die Premiere in den USA fand am 23. März 1990 statt. In Deutschland kam der Film am 5. Juli 1990 in die Kinos und war der meistgesehene Film des Jahres.
Pretty Woman erreichte bei der deutschen Erstausstrahlung im Ersten Deutschen Fernsehen eine Einschaltquote von rund 18 Millionen Zuschauern. Ähnlich gute Einschaltquoten erreichen nur Großveranstaltungen aus dem Sportbereich. Der Film wurde mit einem Budget von 14 Millionen Dollar gedreht und konnte weltweit 463 Millionen Dollar einspielen.
Die erfolgreiche Geschichte von Pretty Woman wurde ebenfalls als Musical verarbeitet. Nach einigen Broadway-Aufführungen hatte das Musical im September 2019 seine Europa-Premiere in Hamburg.

## Soundtrack
Der Soundtrack wurde am 14. Februar 1990 veröffentlicht.
1. Wild Women Do von Natalie Cole
2. Fame von David Bowie
3. King of Wishful Thinking von Go West
4. Tangled von Jane Wiedlin
5. It Must Have Been Love von Roxette
6. Life in Detail von Robert Palmer
7. No Explanation von Peter Cetera
8. Real Wild Child (Wild One) von Christopher Otcasek
9. Fallen von Lauren Wood
10. Oh, Pretty Woman von Roy Orbison
11. Show Me Your Soul von Red Hot Chili Peppers

Gesamtlänge: 43 Minuten und 36 Sekunden

### Auszeichnungen für Musikverkäufe
| Land/Region                  | Auszeichnungen für Musikverkäufe (Land/Region, Auszeichnung, Verkäufe) | Verkäufe  |
| ---------------------------- | ---------------------------------------------------------------------- | --------- |
| Australien (ARIA)            | 2× Platin                                                              | 140.000   |
| Deutschland (BVMI)           | Platin                                                                 | 500.000   |
| Frankreich (SNEP)            | Gold                                                                   | 100.000   |
| Japan (RIAJ)                 | Gold                                                                   | 100.000   |
| Kanada (MC)                  | 5× Platin                                                              | 500.000   |
| Österreich (IFPI)            | 2× Platin                                                              | 100.000   |
| Schweiz (IFPI)               | 2× Platin                                                              | 100.000   |
| Vereinigte Staaten (RIAA)    | 3× Platin                                                              | 3.000.000 |
| Vereinigtes Königreich (BPI) | 2× Platin                                                              | 600.000   |
| Insgesamt                    | 2× Gold · 17× Platin ·                                                 | 5.140.000 |

## Trivia
- Die Film-Garderobe von Julia Roberts und Richard Gere wurde vom italienischen Modeschöpfer Nino Cerruti entworfen.
- Shelley Michelle ist das Körper-Double für Julia Roberts.
- Julia Roberts, Richard Gere und Garry Marshall dachten seit dem Erfolg des Films Pretty Woman an eine Fortsetzung. Es wurde sogar ein Drehbuch von Pretty Woman 2 geschrieben, das jedoch vor allem bei Julia Roberts auf Ablehnung stieß. Sie fürchtete, dass eine Fortsetzung der sehr erfolgreichen Komödie die Zuschauer zwangsläufig enttäuschen müsste.
- Stattdessen drehten sie 1999 die Filmkomödie Die Braut, die sich nicht traut mit ähnlicher Besetzung. Die Regie führte Garry Marshall, die Hauptrollen spielten Julia Roberts und Richard Gere und in einer Nebenrolle Hector Elizondo.
- In einer Szene nimmt Edward Lewis die Prostituierte Vivian „Viv“ Ward mit in die Oper. Das Stück, La traviata von Giuseppe Verdi, handelt von der Liebe zwischen einer Kurtisane und einem jungen Mann aus reichem gutbürgerlichem Haus, die an den gesellschaftlichen Konventionen scheitert.
- Pretty Woman war der letzte Film, in dem der Schauspieler Ralph Bellamy mitspielte.

## Synchronisation
Die deutsche Synchronfassung entstand zur Kinopremiere bei der Deutsche Synchron Film GmbH, Berlin.
| Rolle                                   | Schauspieler      | Dt. Synchronstimme    |
| --------------------------------------- | ----------------- | --------------------- |
| Edward Lewis                            | Richard Gere      | Hubertus Bengsch      |
| Vivian Ward                             | Julia Roberts     | Daniela Hoffmann      |
| Bernard „Barney“ Thompson, Hotelmanager | Hector Elizondo   | Friedrich G. Beckhaus |
| James Morse                             | Ralph Bellamy     | Joachim Cadenbach     |
| Philip „Phil“ Stuckey                   | Jason Alexander   | Helmut Gauß           |
| Kit De Luca                             | Laura San Giacomo | Heike Schroetter      |
| David Morse                             | Alex Hyde-White   | Patrick Winczewski    |
| Elizabeth Stuckey                       | Amy Yasbeck       | Monica Bielenstein    |
| Bridget, Verkäuferin                    | Elinor Donahue    | Evelyn Maron          |
| Susan                                   | Judith Baldwin    | Liane Rudolph         |

## Kritiken
Die Kritiken zum Film fielen gemischt bis positiv aus, bei Rotten Tomatoes bewerteten ihn 61 % der Kritiker positiv. Der Film sei vielleicht nur eine „Yuppie-Fantasie“, könne aber durch seinen Soundtrack, den Witz und die Darsteller viele seiner Schwächen ausgleichen. Roger Ebert schrieb in der Chicago Sun-Times vom 23. März 1990, der Film sei besonders „süß“ (“sweet”) und „offenherzig“ (“openhearted”), jedoch nicht besonders realistisch (“it seems to be constructed out of the stuff of realism”). Ebert lobte sehr stark die Darstellung von Julia Roberts, die den gespielten Charakter mit Humor füllen würde und der er eine große Zukunft in Hollywood voraussagte.

„Das bekannte ‚Pygmalion‘-Thema in einer unterhaltsamen Neuauflage […] Eine elegant von der Komödie zum märchenhaften Melodram wechselnde Fabel, die im spielerischen Umgang mit den Klischees Zeit und Lust findet, der menschlichen Seite des Stoffes etwas näherzukommen, und das Happy-End in eine Kino-Illusion par excellence verwandelt.“

## Auszeichnungen
Julia Roberts wurde 1991 für den Oscar in der Kategorie Beste Hauptdarstellerin nominiert. Gewinnen konnte sie in dieser Kategorie im selben Jahr den Golden Globe Award.
Julia Roberts, die Kostümdesignerin Marilyn Vance, die Filmproduzenten (Bester Film) sowie der Drehbuchautor J.F. Lawton wurden im Jahr 1991 für den Filmpreis BAFTA Award nominiert. Pretty Woman wurde im selben Jahr für den César in der Kategorie Bester ausländischer Film nominiert.
Roxette bekamen für ihren Titel It Must Have Been Love 1991 den Grammy für den besten Soundtrack.
Außerdem erhielt der Film folgende Auszeichnungen:
- 1991: Zwei BMI Film & TV Awards – James Newton Howard, Per Gessle (für den Song It Must Have Been Love)
- 1991: Goldene Leinwand
- 1991: People’s Choice Award
- Die Zuhörer des britischen Radiosenders Capital FM wählten den Film auf Platz 4 der Filme, die man gesehen haben muss (Must See Movie of all time).